# Higurashi no Naku Koro ni
Higurashi no Naku Koro ni (яп. ひぐらしのなく頃に Хигураси но Наку Коро ни, рус. Когда плачут цикады) — серия визуальных романов, разработанных додзин-кружком 07th Expansion и выпускавшаяся на Комикетах в период с 2002 по 2006 год, составляет две первые части цикла When They Cry. Начиная с 2007 года, компаниями Alchemist, Kaga Create и Entergram было осуществлено профессиональное издание портированных версий игры на различные игровые приставки, а в 2015 году MangaGamer был осуществлён выпуск игры в сервисе Steam. Визуальный роман состоит из 8 отдельных сюжетных арок, именуемых «главами», которые повествуют о событиях 1983 года в японской деревне Хинамидзава, ставшей местом серии загадочных убийств, получивших название «проклятия Оясиро-сама». Первые 4 главы являются вопросами, а последние 4 — ответами; в главах вопросов сюжет не раскрывается полностью, а лишь дается завязка, а в главах ответов постепенно раскрываются тайны мира игры. Сценарий игры был написан автором с псевдонимом Рюкиси07, вдохновившимся примером другого любительского визуального романа — Tsukihime.
Сюжет игры неоднократно адаптировался в другие форматы. С 2005 по 2012 год были выпущены восемь радиопостановок по материалам основных глав визуального романа, озвученных профессиональными сэйю. В 2006 и 2007 годах на различных телеканалах Японии транслировался разбитый на два сезона аниме-сериал режиссёра Studio Deen Тиаки Кон, показ которого прерывался из-за обвинений со стороны различных СМИ в провоцировании преступлений в среде молодёжи. Первый сезон аниме содержит 4 арки вопросов и первые 2 арки ответов, а второй сезон включает одну новую арку, созданную специально для аниме, и две последних арки ответов оригинальной игры. С 2005 по 2011 год в журналах компаний Square Enix и Kadokawa Shoten осуществлялась публикация манга-адаптаций игры, подготовленных разными иллюстраторами. С 2007 по 2009 год в издательстве Kodansha была опубликована в 17 томах новеллизация игры в формат ранобэ. Помимо этого в 2008 и 2016 году были выпущены полнометражные фильмы и дорама, экранизирующие визуальный роман. В 2020 году состоялся выпуск аниме-сериала Higurashi no Naku Koro ni Go, который был подготовлен студией Passione. В 2021 году вышло продолжение — Higurashi no Naku Koro ni Sotsu.
Higurashi no Naku Koro ni стала одной из трёх наиболее прибыльных любительских игр Японии и вошла в рейтинг наиболее популярных игр жанра. Вследствие этой популярности село Сиракава стало объектом аниме-туризма со стороны фанатов франшизы, называвших данный маршрут «паломничеством». Продукция Higurashi no Naku Koro ni также была в целом положительно принята критиками.

## Игровой процесс

Игровой экран в Higurashi no Naku Koro ni. Сцена с Рэной Рюгу (слева) и Мион Сонодзаки (справа)

Higurashi no Naku Koro ni является кинетическим или звуковым романом — разновидностью визуального романа, полностью лишённой интерактивности. Весь игровой процесс сведён к прочтению игроком отдельных сцен, во время которых также демонстрируются статичные двумерные изображения персонажей — спрайты. Портированные на игровые приставки версии игры дополнительно оснащены озвучиванием реплик героев, выполненным профессиональными сэйю. Повествование игры разделено на отдельные сюжетные арки, называемые «главами» (яп. 編 Хэн), которые становятся доступными для прохождения в строго установленной разработчиками последовательности.
Повествование ведётся от лица различных персонажей. После прочтения некоторого объёма текста внутри глав воспроизведение прекращается. В этот момент игроку предлагается сделать сохранение игры, а также прочесть «подсказки» (англ. Tips), рассказывающие о некоторых деталях сеттинга, которые не представлены в основной истории. Предполагается, что по мере прохождения игры читатель должен формировать свою собственную версию происходящих в игре преступлений. Основные главы игры разделены на две категории — «главы вопросов» и «главы ответов». Каждая из этих глав представляет собой обособленную историю, большая часть из которых происходит в альтернативных по отношению друг к другу реальностях, однако «главы ответов» развиваются по сходным сценариям с определёнными «главами вопросов». Полученные в «главах ответов» сведения помогают игроку сформировать уточнённое видение произошедшего в «главах вопросов» и приблизиться к общей разгадке всей игры, представленной в финальной «главе ответов» Matsuribayashi-hen. Каждой главе разработчиками присвоен уровень сложности, обозначающий трудность выявления преступника в ней.
По завершении прочтения главы́ игроку становятся доступными в меню игры дополнительные материалы, в которых представлены все открытые ранее подсказки игры и изображения отдельных сцен в виде галереи. Кроме того игроку предлагается к прочтению дополнительная сцена, озаглавленная «Staff Room» (яп. お疲れさま会 Оцукарэсама кай, букв. «Встреча уставших»), в котором от лица персонажей произведения подводятся итоги главы и строятся разные версии о сути происходящего. Главы ответов дополнительно сопровождаются послесловием от сценариста игры — Рюкиси07. Также среди дополнительных материалов представлена мини-игра «Рэнапан» (яп. れなぱん), заключающаяся в попытке игрока блокировать удар Рэны Рюгу.

## Сюжет
Действие игры происходит в вымышленной деревне Хинамидзава в июне 58 года эры Сёва (1983 год). Незадолго до этого в местную школу перевёлся один из главных героев истории — Кэйити Маэбара. Он постепенно начинает налаживать отношения со своими новыми одноклассницами — старостой Мион Сонодзаки, её сестрой-близнецом Сион, своей сверстницей Рэной Рюгу, а также с младшеклассницами Рикой Фурудэ и Сатоко Ходзё. Вскоре Кэйити выясняет, что в середине июня грядёт празднование ежегодного деревенского фестиваля «Ватанагаси», посвящённого местному божеству Оясиро-сама. Хинамидзава кажется Кэйити спокойным и мирным местом, но незадолго до Ватанагаси он узнаёт, что уже четыре года подряд в деревне в день фестиваля происходят убийства и исчезновения людей. Цепь этих преступлений так и остались нераскрытой и получила среди местного населения название «проклятия Оясиро-сама». На следующий день после Ватанагаси 1983 года полиция обнаруживает в окрестностях деревни труп приезжего фотографа-любителя Дзиро Томитакэ, разодравшего себе собственными руками горло, и обгоревшее тело женщины, которую опознают как медсестру деревенской клиники Миё Такано. В большинстве глав игры вскоре после этих событий один из одноклассников Кэйити, включая его самого, пытается разузнать о «проклятии Оясиро-сама», но затем сам начинает совершать преступления. Спустя несколько суток после фестиваля в храме Фурудэ, посвящённом Оясиро-сама, находят труп Рики, и в тот же день происходит катаклизм, который объясняют выбросом газа из близлежащего болота и в результате которого погибает всё двухтысячное население деревни.
В главах ответов выясняется, что каждая из предыдущих глав является альтернативной реальностью, в которой Рика Фурудэ пыталась избежать собственной смерти. Будучи жрицей храма Фурудэ, Рика может общаться с существующей вне времени девушкой-демоном Ханю, послужившей прообразом Оясиро-сама и прародительницей рода Фурудэ. Именно Ханю после смерти Рики переносит её в другую реальность, где они пытаются противостоять неминуемым обстоятельствам. Рика сохраняет память обо всех прошлых реальностях, за исключением последних минут собственной жизни, что мешает ей в выявлении причин происходящего. В главах Minagoroshi-hen и Matsuribayashi-hen выясняется, что прикрытием легенды о «проклятии Оясиро-сама» пользуется Миё Такано, занимающаяся в деревне изучением местного эндемичного паразитического заболевания и ответственная за часть предыдущих преступлений. Само это заболевание проявляется у жителей деревни при удалении от «королевы паразитов», выделяющей химические вещества для предотвращения усугубления состояния жителей — заражённый человек начинает постепенно сходить с ума, а в конце убивает себя, разрывая собственными руками горло. «Королевами паразитов» всегда становились женщины рода Фурудэ, а Рика после смерти своих родителей осталась последней представительницей этого семейства.
Миё Такано в каждой реальности совершает убийство Рики ради выполнения плана тайной организации «Токио», спонсировавшей создание биологического оружия из хинамидзавского паразита, но решившей прекратить финансирование. На случай гибели последней «королевы паразитов» на правительственном уровне предусмотрено уничтожение всех жителей деревни во избежание неконтролируемых последствий массового психического расстройства 2000 человек. Для самой Миё Такано выполнение этого плана означает доказательство существования хинамидзавского паразита, гипотезу о котором выдвинул ещё её приёмный отец Хифуми Такано, став из-за этого объектом насмешек научного сообщества.
Объединив усилия всех своих друзей и полицейских Мамору Акасаки и Кураудо Оиси, Рике в финальной главе Matsuribayashi-hen удаётся предотвратить действия Такано и пережить, наконец, июнь 1983 года.

## Разработка и выпуск

### Предыстория
Создатель Higurashi no Naku Koro ni Рюкиси07 ещё с детства хотел реализовать себя в индустрии компьютерных игр или манги. Стремясь осуществить свою мечту, в старшей школе он перевёлся в специализированное художественное училище, однако во время обучения там приобрёл лишь навыки использования первых графических редакторов и осознал, что его уровня и потенциала явно не хватает для того, чтобы после окончания учебного заведения найти работу в выбранной им сфере. В то время Рюкиси07 решил оставить эту затею и после окончания института стал госслужащим.
В середине 1990-х один из друзей пригласил Рюкиси07 стать участникам додзин-кружка: его руководителем был художник хентай-манги, который хотел сделать визуальный роман по своей работе, но не обладал даже базовыми навыками рисования на компьютере. Рюкиси07 согласился на предложение и два года посвятил этому проекту, обрабатывая иллюстрации основного автора в Photoshop. Среди друзей додзин-кружка было немало студентов актёрского факультета близлежащего института, которым планировалось поручить озвучивание игры. Сблизившись с ними, Рюкиси07 всерьёз заинтересовался темой театра и по просьбе одного из актёров написал небольшую пьесу Hinamizawa Teiryuujo (яп. 雛見沢停留所 Хинамидзава Тэйрю:дзё, Автобусная остановка «Хинамидзава»), которая, однако, так и не была поставлена. Проект игры завершился полным провалом на крупнейшей ярмарке подобной продукции Комикете — из 200 копий игры удалось реализовать лишь 5 экземпляров, и вскоре кружок прекратил своё существование.
Несмотря на неудачу и появившийся из-за неё долг в 80 тысяч иен, Рюкиси07 остался доволен приобретённым опытом и решил рискнуть создать свой собственный кружок 07th Expansion. Сформировав его состав, Рюкиси07 был вынужден взять обязанности иллюстратора на себя. Группа выбрала в качестве своего первого проекта карточную игру, которые считались популярными в то время, и дала ей название Leaf Fight. Однако в 2000 году настроения участников кружка изменились — они стали настаивать на создании визуального романа.

### Сценарий и темы

Развитие дизайна героини Рэны Рюгу в исполнении Рюкиси07

Рюкиси07 решил прислушаться к просьбам других членов кружка и начал изучать жанр визуальных романов. В декабре 2000 года на зимнем Комикете он приобрёл игру Tsukihime, разработанную другим додзин-кружком Type-Moon, состоявшим из сценариста Киноко Насу и иллюстратора Такаси Такэути. Эта работа произвела на Рюкиси07 сильное впечатление, и он понял, что способен реализовать свои прежние идеи в аналогичном формате, сочетая звук, изображения и текст как выразительные средства. Позже Tsukihime стала одним из самых успешных проектов в истории додзин-софта, превзойдя многие профессиональные работы, и, по словам Рюкиси, он решил «пройти по пути, который для всего мира любительских игр проложили своим успехом Насу и Такэути». По примеру Tsukihime игровым движком нового проекта 07th Expansion было решено сделать NScripter, а основу истории должна была составить пьеса Hinamizawa Teiryuujo.
Первоначально планировалось, по примеру той же Tsukihime, создать эроге с системой выборов, в результате которых игроку предлагалась бы к прочтению одна из двух (по числу главных героинь) сюжетных арок. На тот момент в истории существовало всего два персонажа — Рэна и Мион. Обе они были представлены в наработках по Leaf Fight, в виде изображений на картах: Рэна представляла собой героиню-копейщика, а Мион — кулачного бойца. Эскизы этих героинь были попыткой подражать стилю мангаки Киёхико Адзумы, но уже в процессе создания визуального романа Рюкиси07 выработал свою собственную манеру, основанную на моделях игры SkyGunner и отличавшуюся увеличением относительного размера конечностей и низкой посадкой головы героев. Броня, в которую была одета Рэна, позже в переработанном виде стала формой официанток представленного в игре ресторана «Angel Mort», а сам персонаж стал маскотом 07th Expansion и получил фамилию Рюгу (яп. 竜宮 Рю:гу:), содержавшую первый кандзи из псевдонима Рюкиси07.
Вскоре после начала работы над текстом сценарист почувствовал, что недоволен самой механикой выбора, которая фактически предлагала «правильный» и «неправильный» ответ. По мнению Рюкиси07, сама подобная ситуация была противоестественной, поскольку в реальном мире в стрессовой ситуации человек бы принял решение за доли секунды, основываясь только на предыдущем опыте и собственных чувствах, и никогда не имел бы возможности узнать, что случится, сделай он что-то иначе. Кроме того, разработчик считал, что выборы замедляют игровой процесс и сильно уменьшают возможности раскрытия индивидуальности протагониста. В итоге формат игры был пересмотрен — теперь мнение игрока о «правильности» решения протагониста было решено формировать по информации, которую он получает только из текста, а сама механика выбора и сюжетных арок по аналогии с эроге были исключены.
Новой концепцией в создании сценария стало деление на отдельные «главы» — самостоятельные истории, рассказывающие о событиях одного повторяющегося временного промежутка. В каждой из глав Рюкиси07 изменял отношение персонажей к некоторым аспектам сеттинга и в зависимости от этого трансформировал фабулу, сохраняя нетронутыми некоторые ключевые события. К идеям сценария арок Рэны и Мион была добавлена новая героиня — Сатоко, которая рассматривалась как несчастная маленькая девочка. Позже было решено, что причина такого характера нового персонажа была в исчезновении её брата. Эти истории сформировали три принципиальных варианта развития сюжета, которые планировалось использовать в игре. Согласно замыслу Рюкиси07, идея прохождения визуального романа была построена по аналогии с японскими ролевыми играми — первоначально протагонист знакомился с сеттингом истории и ключевыми NPC, которые выдавали ему квесты, выполнив которые, игрок мог добиться общей победы в игре. Своей целью Рюкиси07 видел заставить игрока размышлять над игрой «не с трёхмерной, а с четырёхмерной позиции», то есть, накладывая друг на друга факты из различных глав, сделать вывод об истинном виновнике происшествий в деревне. Каждую главу предваряло отдельное стихотворение, которое, по задумке сценариста, можно было понять, лишь ознакомившись со всем текстом этой части игры.

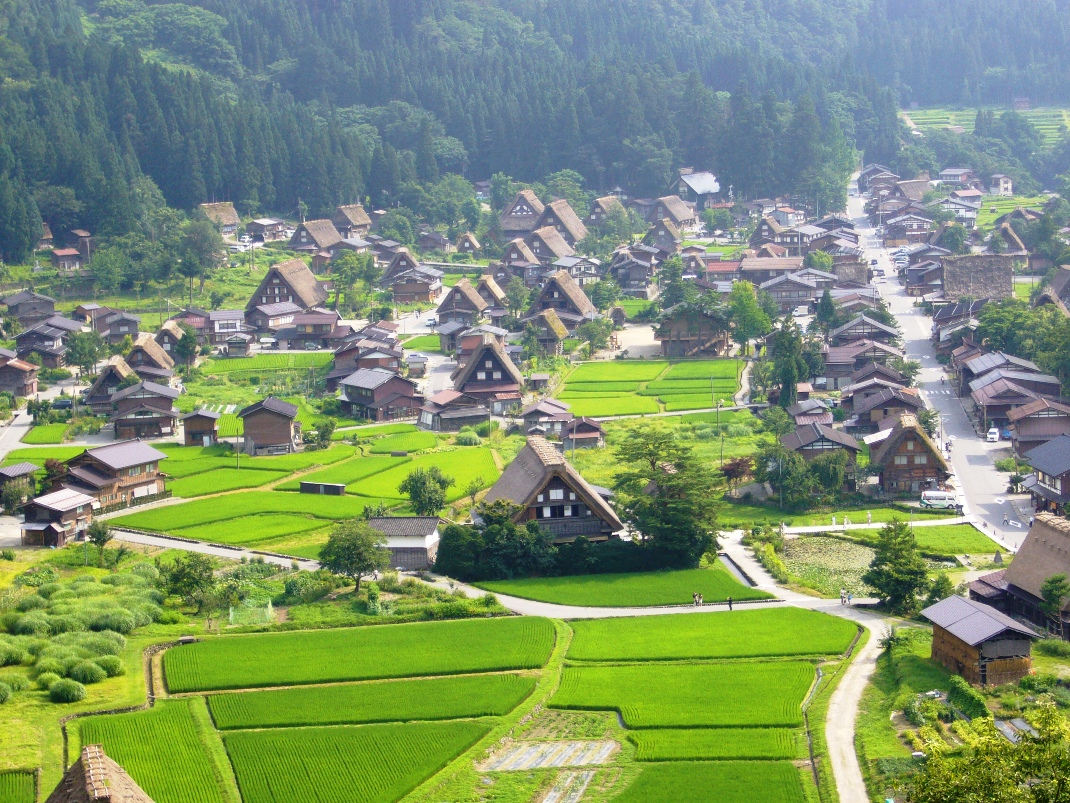
Село Сиракава — прообраз деревни Хинамидзава

Структура изложения сюжета внутри каждой из глав была выполнена в русле работ сценариста компании Key Дзюна Маэды — Kanon и Air, в которых первую половину сюжетных арок составляли спокойные сцены повседневной жизни, а драматическое развитие событий происходило во второй половине после того, как игрок успокоится. Рюкиси07 также решил сыграть на контрасте, добавив к повседневным сценам элементы хоррора. Сценарист считал, что в этой истории возможны лишь два типа мужского героя-школьника, которые он называл «старший брат» и «юноша», и в итоге принял решение сделать первым протагонистом Кэйити Маэбару, соответствовавшего второму типажу (роль «старшего брата» отошла брату Сатоко — Сатоси Ходзё). Рюкиси07 подчёркивал, что во время создания сценария ассоциировал себя именно с Кэйити. Чтобы разнообразить структуру семьи Сонодзаки, в неё было решено добавить сестру-близнеца Мион — Сион, основной формой проявления индивидуальности стали любовь и ненависть. С коллег старшего возраста по работе Рюкиси07 был списан собирательный образ пожилого полицейского Кураудо Оиси , а героиня Tsukihime Сиэль вместе со своим внешним обликом и любовью к карри стала основой для учительницы Тиэ-сэнсэй. В остальном был сохранён школьный антураж бисёдзё-игр, с дружелюбной школьной атмосферой, и добавлены моэ-элементы к поведению некоторых героинь.
Сам сценарий разрабатывался Рюкиси07 под влиянием детективного творчества Сэйси Ёкомидзо, а также фильмов «Ведьма из Блэр» Дэниела Мирика и «Дуэль» Стивена Спилберга. Особое внимание сценаристом уделялось созданию атмосферы ужаса, вызванного у героев невозможностью понять происходящее и многочисленными предубеждениями, к которым добавлялся страх окружающего общества с чётко установленными правилами. Рюкиси07 решил продемонстрировать читателям традиционную японскую социальную структуру, особенности отношений внутри которой, по признанию автора, стали забывать многие городские жители. Поэтому в качестве места действия им была выбрана отдалённая деревня, прототипом которой послужило село Сиракава, являющееся объектом Всемирного наследия ЮНЕСКО. Также в своей работе Рюкиси07 хотел продемонстрировать разницу во взглядах между поколением Второй мировой войны и «поколением манги» на проблемы убийства и самоубийства, отразить американизацию современного японского общества и напомнить о злобе, таящейся внутри каждого человека. Рюкиси07 подчёркивал, что, по его мнению, для того, чтобы произведение получилось привлекательным, сценаристу необходимо постоянно «держать глаза открытыми» и «реалистично передавать собственные наблюдения окружающего его мира». Сама история была помещена в эпоху Сёва, поскольку Рюкиси07 испытывал ностальгию по временам без массового использования мобильных телефонов, а для передачи деревенского говора местного населения использовалась смесь диалектов Канто.

### Выпуск первых глав
Весь 2001 год оказался потрачен на выработку концепции и написания сценария работы, но по окончании этого этапа члены 07th Expansion стали готовить игру к выпуску на ближайшем Комикете. Первоначально во время перевода текста в код в самой игре использовались изображения различных героинь популярных в то время визуальных романов, но позже Рюкиси07 доработал эскизы к спрайтам Рэны и Мион, а также создал новые для всех основных женских персонажей. Мужские герои за исключением Оиси и Томитакэ на тот момент так и оставались без собственных изображений. Для того, чтобы усилить ощущение страха у читателя, иллюстратор придумал в некоторые моменты изображать персонажей с ясными глазами и вертикальными узкими зрачками. По словам Рюкиси07, традиционно у мангак считалось, что ясные глаза символизируют красивого героя, а мутные — психически нездорового, потому в своих рисунках иллюстратор решил сохранить ощущение красоты девушек и использовать необычные зрачки, чтобы вызвать у читателя ощущение непредсказуемости от поведения персонажей.
Одной из серьёзных проблем на старте проекта Higurashi no Naku Koro ni стала необходимость создания музыкального сопровождения. Члены кружка собирались через знакомых найти композитора, но все их попытки терпели неудачу — потенциальные кандидаты отказывались от предложения Рюкиси07, мотивируя своё решение тем, что не верили в успех проекта из-за отсутствия в нём эротического содержания. Чтобы визуальный роман не остался совсем без музыки, участники решили использовать треки со свободной лицензией из других работ в надежде, что после успеха собственной игры смогут дополнить уже выпущенные части полноценным саундтреком.
К летнему Комикету 2002 года глава Onikakushi-hen была завершена, но результат самой ярмарки оказался далёким от ожиданий членов 07th Expansion — продажи были очень скромными, а игра так и не получила известности даже среди фанатов додзин-продукции. После работы над ошибками, допущенными при подготовке главы Onikakushi-hen, группа решила стать более требовательной к качеству следующих глав. Сам Рюкиси07 в тот момент начал сомневаться в самом проекте и подумывал даже вернуться к созданию карточной игры, но общий энтузиазм остальных членов кружка удержал его от этого шага. Следующая глава Watanagashi-hen была подготовлена уже к зимнему Комикету того же года. Перед её презентацией публике в 07th Expansion создатели решили показать получившийся визуальный роман одному знакомому, также занимавшимся созданием игр, от которого получили совет — ввести специальные подсказки для игроков, которые представляли бы из себя выделенные сцены для расширения видения игроком всей истории в целом. Эти материалы были спешно добавлены в игру, что привело к появлению в коде ряда программных ошибок. Несмотря на все эти усилия, продажи на ярмарке снова оказались незначительными.
По воспоминаниям Рюкиси07, разработка новой главы Tatarigoroshi-hen прошла существенно легче предыдущих, но летний Комикет 2003 года, как и предыдущие, не принёс 07th Expansion никакого прогресса в продвижении их продукта. Тиражи первых трёх глав составляли от 100 до 200 компакт-дисков, однако с момента первого Комикета кружку удалось продать лишь 40 копий игры. Рюкиси07 к декабрю 2003 года начал готовить первую главу ответов Meakashi-hen, однако стал сомневаться в своём решении. По его словам, с одной стороны он видел, что сеттинг деревни раскрыт ещё недостаточно подробно и для этого можно выделить целую главу Himatsubushi-hen, а с другой — все подозрения о причастности семьи Сонодзаки к убийствам на тот момент были уже развеяны и большой необходимости делать ответвление от трёх изначальных сценариев не существовало.
Все эти размышления были прерваны увеличением занятости автора на его основной работе — из-за плотного графика пришлось бы вести разработку Higurashi no Naku Koro ni в более медленном темпе или же вовсе отложить её примерно на три года. Как вспоминал участник кружка, известный под псевдонимом BT, в то время Рюкиси07 «был в очень плохом состоянии» — помимо занятости на основной работе, он, несмотря на просьбы других членов 07th Expansion, отказывался продолжать проект, считая, что уже не может ничего написать вовсе. BT решил как-нибудь поддержать сценариста и ради увеличения известности работы предложил загрузить на один из интернет-сайтов Onikakushi-hen для бесплатного скачивания. Члены кружка поддержали его инициативу и, исправив некоторые ошибки в первой главе, выложили в свободном доступе свой первый визуальный роман в мае 2004 года.

### Обретение популярности
Пропустив зимний Комикет 2003 года, участники 07th Expansion стали готовиться к выпуску новой главы на следующей летней ярмарке. Постепенно до Рюкиси07 стали доходить слухи о том, что у игры есть какие-то поклонники, которые ждут продолжения истории. В итоге автор, поддавшись на уговоры, нашёл в себе силы и в апреле 2004 года начал написание Himatsubushi-hen, которую, несмотря на сохранение занятости по основному месту работы, успел окончить в срок. В один из дней во время подготовки главы отвечавшая за учёт продукции BT обнаружила, что на сайте, где была размещена Onikakushi-hen, было сделано 50 тысяч скачиваний. Группа не оставила без внимания эти цифры и решила увеличить число копий новой главы до 1500 экземпляров, а также организовать продажу в магазинах Акихабары. Цена издания была оставлена без изменений — она составляла 100 иен, что было существенно ниже, чем у других игр этого жанра, чья стоимость колебалась от 1000 до 1500 иен. Новая глава была уже встречена публикой значительно лучше, и весь тираж оказался распродан. Члены кружка восприняли это событие с энтузиазмом, и первая глава ответов Meakashi-hen была подготовлена уже к декабрю того же года. В ней Рюкиси07 ввёл отсутствовавшие ранее спрайты мужских персонажей, а также было добавлено музыкальное сопровождение от додзин-композитора Dai. Кроме того, именно в это время было решено, что основная история будет состоять из восьми глав — 4 глав вопросов и 4 глав ответов.
Зимний Комикет 2004 года стал, по словам участников 07th Expansion, поворотной точкой для проекта Higurashi no Naku Koro ni. Члены кружка были очень удивлены, увидев, что именно ради покупки их новой игры публика начала собираться ещё до открытия ярмарки, помещение, в котором они располагались, не могло вместить всех желающих, а весь тираж был очень быстро распродан несмотря на увеличение цены до 1000 иен за копию. Вскоре после этой ярмарки Рюкиси07 получил предложения о создании манга и аниме-адаптаций его работы, а также стать автором ранобэ для издательства Kodansha и поучаствовать вместе с Киноко Насу и другими сценаристами успешных визуальных романов в литературном конкурсе. Для того, чтобы уделять проекту больше времени, Рюкиси07 в начале 2005 года оставил свою основную работу и целиком сосредоточился на Higurashi no Naku Koro ni. В вопросе организации бизнес-модели проекта Рюкиси07 целиком полагался на аналогичный опыт компании Type-Moon.
Для более полного раскрытия истории в одну из будущих глав сценарист решил добавить мини-игру, состоявшую в постепенном распутывании истории всех предыдущих преступлений в деревне через просмотр в нужном порядке определённых сцен, которые он не мог включить в основной текст. С начала 2005 года было издано ещё три арки ответов, по одной на каждом Комикете, а идея мини-игры была реализована только в финальной главе Matsuribayashi-hen, которая вышла 13 августа 2006 года.

## Версии игры

Сравнение дизайна героини Сион Сонодзаки в различных версиях Higurashi no Naku Koro ni (слева направо): 07th Expansion (2002), Alchemist (2007), MangaGamer (2015) и аниме-сериал (2006)

Первые четыре главы визуального романа, составляющие главы вопросов, — Onikakushi-hen (яп. 鬼隠し編 Оникакуси-хэн, Глава о похищенных демонами), Watanagashi-hen (яп. 綿流し編 Ватанагаси-хэн, Глава о хлопковых корабликах), Tatarigoroshi-hen (яп. 祟殺し編 Татаригороси-хэн, Глава о смертоносном проклятии) и Himatsubushi-hen (яп. 暇潰し編 Химацубуси-хэн, Глава о потерянном времени) — были объединены в отдельную игру, получившую название Higurashi no Naku Koro ni. Каждая из этих частей изначально распространялась 07th Expansion на Комикетах с 2002 по 2004 год. Все следующие части игры, вышедшие после этой версии, в конце своего названия добавляли один кандзи, причём положение этого иероглифа являлось грамматически неверным с точки зрения японского языка. Так, главы ответов, включавшие в себя Meakashi-hen (яп. 目明し編 Мэакаси-хэн, Глава о раскрытии тайны), Tsumihoroboshi-hen (яп. 罪滅し編 Цумихоробоси-хэн, Глава об искуплении), Minagoroshi-hen (яп. 皆殺し編 Минагороси-хэн, Глава о массовой казни) и Matsuribayashi-hen (яп. 祭囃し編 Мацурибаяси-хэн, Глава о подыгрывании фестивалю), получили объединённое название Higurashi no Naku Koro ni Kai (解 с яп. — «решение»). Эта часть игры была издана также в виде отдельных глав для персональных компьютеров с декабря 2004 по август 2006 года. В декабре 2006 года к этим частям 07th Expansion было подготовлено дополнение Higurashi no Naku Koro ni Rei, в которое вошли три новые главы. Следующее дополнение было выпущено 17 августа 2014 года и получило название Higurashi no Naku Koro ni Ho (奉 с яп. — «дарить») в знак благодарности фанатам серии. В него были включены две новые главы, в том числе адаптация оригинальной пьесы Hinamizawa Teiryuujo. В 2011 году основные главы игры были выпущены для iOS и Android совместно с компанией Seams.
С 2007 года компанией Alchemist был начат выпуск визуального романа в портированных версиях на различные игровые приставки. В этих версиях были полностью изменены визуальные компоненты — вместо обработанных фотографий для фоновых изображений были использованы нарисованные с нуля изображения, а спрайты Рюкиси07 были заменены на аналогичные, подготовленные профессиональными иллюстраторами по дизайну аниме-адаптации. Кроме того, в этих версиях появилось озвучивание реплик персонажей, выполненное сэйю сериала. Портирование визуального романа на каждую новую платформу сопровождалось добавлением новых глав истории, текст которых создавался под контролем Рюкиси07. Первая версия — Higurashi no Naku Koro ni Matsuri (祭 с яп. — «праздник») — была выпущена 22 февраля 2007 года для PlayStation 2. 20 декабря того же года к этой версии было выпущено дополнение — Kakera Asobi, содержавшее бонусный контент для поклонников. Общие продажи обеих версий игры превысили 200 тысяч копий, а сам визуальный роман попал на десятую строчку рейтинга наиболее популярных представителей бисёдзё-игр за всю историю, составленного журналом Dengeki G's Magazine. Журнал Famitsu поставил этой игре 31 из 40 возможных баллов.
В 2008 году на основе Higurashi no Naku Koro ni Matsuri компанией Alchemist была подготовлена версия для платформы Nintendo DS, получившая название Higurashi no Naku Koro ni Kizuna (絆 с яп. — «связь») и выпускавшаяся в четырёх частях, с добавлением в каждой из них по одной новой главе, в период с 26 июня 2008 года по 25 февраля 2010 года. 12 марта 2015 года Kaga Create осуществило портирование на PlayStation 3 и PlayStation Vita, версия для которых была озаглавлена Higurashi no Naku Koro ni Sui (粋 с яп. — «мода») и содержала главу Hajisarashi-hen (яп. 羞晒し編 Хадзисараси-хэн, Глава стыда). 26 июля 2018 года для Nintendo Switch и PlayStation 4 вышла финальная версия визуального романа, озаглавленного Higurashi no Naku Koro ni Ho и содержавшего главы, представленные в одноимённой версии выпуска 07th Expansion.
За пределами Японии оригинальная игра 07th Expansion в 2009 году была лицензирована MangaGamer на территории Северной Америки и Saffran Prod во Франции. В 2015 году компанией MangaGamer был начат повторный перевод визуального романа на английский язык, в ходе которого подготовленные главы выпускаются в сервисе цифровой дистрибуции Steam. В отличие от оригинала в Steam-версии спрайты Рюкиси07 были заменены на подготовленные иллюстратором Куросаки, однако фоновые изображения были оставлены без изменений.
Визуальный роман Higurashi no Naku Koro ni вместе с Touhou Project и Tsukihime стал одной из трёх наиболее популярных и прибыльных франшиз в истории додзин-софта. По состоянию на 2013 год общий объём продаж только оригинальной игры 07th Expansion превысил 500 тысяч копий, что было названо исследователем Фань-и Ламом «одним из крупнейших медийных феноменов Японии».

## Музыка и радиопостановки
Первые собственные музыкальные композиции появились в игре лишь с выпуском главы Himatsubushi-hen. Будущий основной композитор визуального романа dai познакомился с визуальным романом ещё в его первое появление на Комикете, а после публикации первой главы в свободном доступе решил отослать в 07th Expansion два трека собственного сочинения — «iru» и «Soul_scour». Предложенные композиции понравились Рюкиси07, и он решил добавить их в готовящуюся к выпуску игру. По воспоминаниям dai, он был сильно удивлён, когда в новой главе встретил композицию собственного сочинения, но, не став предъявлять претензии, спросил у кружка о возможности дальнейшей совместной работы. Вскоре ему был дан положительный ответ, и к главе Meakashi-hen dai было написано ещё несколько треков, а также песня «you», которая была исполнена любительской группой M.Graveyard. В своих работах dai преимущественно использовал фортепиано как основу музыкального мотива.
С обретением популярности к Рюкиси07 стали поступать предложения и от других додзин-композиторов — сценарист лично отбирал понравившиеся композиции и позже принимал решение о включении их в игру. Основная масса новых треков была интегрирована во все главы визуального романа во время подготовки к выпуску главы Tsumihoroboshi-hen. В это же время dai по собственной инициативе создал несколько аранжированных версий песни «you», которые были объединены с композициями игры в альбоме Thanks/you, распространявшимся в августе 2005 года на Комикете. 23 августа 2006 года к выходу финальной главы ответов Matsuribayashi-hen лейблом Lantis был издан альбом Higurashi no Naku Koro ni Kai Original Soundtrack, состоявший из двух компакт-дисков и содержавший все композиции игры. В 2007 году dai выпустил новый альбом yours, в который вошли треки Thanks/you, а также новые работы для портированной версии визуального романа Higurashi no Naku Koro ni Matsuri. В 2012 году к десятилетию игры состоялся выпуск нового альбома dai — you&history.
В 2005 году компаниями Wayuta и Frontier Works был начал выпуск радиопостановок по сценариям глав вопросов и ответов оригинального визуального романа. Подбор актёров на роли вёл Рюкиси07. Выбранный им состав сэйю персонажей в дальнейшем практически без изменений принял участие в озвучивании аниме-сериала и портированных на игровые приставки версий визуального романа. Издание осуществлялось в оригинальном порядке глав с 27 мая 2005 по 9 марта 2012 года. Иллюстрации к обложкам дисков были сделаны самим Рюкиси07, а сами записи включали озвученные подсказки первоисточника в версии для PlayStation 2. Помимо основной серии, Frontier Works были также выпущены радиопостановки по антологиям любительской манги — Kataribanashi-hen и Anthology Drama CD.
К выходу сезонов аниме-сериала на различных радиостанциях производилось вещание тематических радиопередач, посвящённых Higurashi no Naku Koro ni. С 4 ноября по 30 декабря 2006 года на станции Radio Animelomics выходила в эфир передача Higurashi no Naku Koro ni-hen с сэйю Май Накахарой (Рэна Рюгу) и Ю Кобаяси (Сатоси Ходзё), которая была продолжена позже как веб-радио Higurashi no Naku Koro ni Koborebanashi-hen. С 1 февраля 2007 по 23 января 2008 года в двух сезонах на канале Animate Times производилось вещание Sarumawashi-hen с Май Накахарой и Сацуки Юкино (Мион Сонодзаки). С 10 апреля 2008 года по 2 февраля 2009 года на той же станции выходила в эфир передача Minamawashi-hen с теми же ведущими, однако Юкино исполняла роли уже обеих сестёр Сонодзаки. К выходу OVA Higurashi no Naku Koro ni Rei эта же передача получила продолжение под названием Rajiosuteshon shutchou-ban, которое выпускалось ещё с 8 апреля по 24 июня 2009 года. Для Higurashi no Naku Koro ni Kira на Animate Times была выпущена отдельная радиопередача — Waraibanashi-hen с Май Накахарой и Ю Кобаяси, транслировавшейся в период с 11 мая 2011 по 29 февраля 2012 года. Все записи радиопередач были изданы лейблом Frontier Works.
В каждой из портированных на игровые приставки версий визуального романа издателями были добавлены тематические песни в качестве открывающих и закрывающих композиций. В Higurashi no Naku Koro ni Matsuri были представлены песни «Nagekinomori» и «Compex image» в исполнении Аянэ, а также «Friend» и «escape» от Канако Ито. В различные тома Higurashi no Naku Koro ni Kizuna включались композиции «Tsuisou no disupea» от Канако Ито, «Place of Period» Мио Исаямы, «you -Visionen im Spiegel» Юдзуки, «Hikari no Sora no Kuoria» Cyua, «Shikkoku no Saidan» Velforest., «Angelic bright» и «Tada Nagareruru Mama ni» Аянэ. Для Higurashi no Naku Koro ni Ho в 2018 году была выпущена песня «Bokutachi wa Mou Shitteru» Юми Мацудзавы.

## Манга
В 2005 году издательством Square Enix в нескольких собственных журналах была начата публикация манга-адаптации визуального романа. Каждая из глав игры рассматривалась в качестве отдельной серии, и для создания полной адаптации были привлечены несколько мангак, работавших параллельно. Первой из этих серий стала Onikakushi-hen, которая начала сериализацию в журнале Gangan Powered 24 марта 2005 года в исполнении Карин Судзураги. Начиная с июня того же года, в журналах Gangan Wing и GFantasy стартовали Watanagashi-hen и Tatarigoroshi-hen, проиллюстрированные Ютори Ходзё и Дзиро Судзуки, соответственно. Все три серии были одновременно выпущены в продажу в двух танкобонах, опубликованных 22 января и 22 июля 2006 года. С марта 2006 была начата публикация последней из глав вопросов — Himatsubushi-hen — в журнале Monthly Shonen Gangan от мангаки Ёсики Тоногая; как и в предыдущих сериях, общий объём главы составил два танкобона.
Во второй половине 2006 года Ютори Ходзё и Карин Судзураги продолжили адаптацию главами ответов — Meakashi-hen и Tsumihoroboshi-hen. Как и соответствующие главы вопросов, манги выпускались синхронно в один день в журналах Gangan Wing и Gangan Powered, и обе были изданы в четырёх танкобонах. К работе над Minagoroshi-hen издательство в 2008 году привлекло нового мангаку — Хинасэ Момояму, но, как и в случае Tatarigoroshi-hen, выпуск был продолжен в журнале GFantasy. Всего по этой главе было издано 6 танкобонов в период с 22 января 2009 по 21 августа 2010 года. Одновременно с Minagoroshi-hen была начата сериализация и финальной главы ответов — Matsuribayashi-hen, которая вновь была доверена Карин Судзураги. В отличие от предыдущей главы, в те же сроки было выпущено 8 танкобонов манги, которые начали издаваться в Gangan Powered, а после его расформирования были продолжены в Gangan Joker.
Помимо адаптации основной серии глав вопросов и ответов были изданы и другие манги по тематике Higurashi no Naku Koro ni на оригинальные сценарии Рюкиси07, которые были написаны им во время подготовки оригинальной игры, но по разным причинам не могли войти в неё как полноценные главы. 25 июня 2005 года в журнале Comp Ace издательства Kadokawa Shoten мангакой Эном Кито была начата сериализация спин-оффа Onisarashi-hen (яп. 鬼曝し編 Онисараси-хэн, Глава о разоблачении демона) о событиях лета 1983 года, произошедших в клане Кимиёси. Серия включала 2 танкобона и была завершена 26 сентября 2006 года. С июля 2006 по август 2007 года в двух танкобонах в журнале GFantasy была выпущена глава Yoigoshi-hen (яп. 宵越し編 Ёигоси-хэн, Глава о противостоянии в ночи), повествующая о событиях, происходящих через 20 лет после «хинамидзавской катастрофы» в опустевшей деревне, и иллюстрированная Мимори. 22 декабря 2011 года в журнале Gangan Joker получила манга-адаптацию глава игры Higurashi no Naku Koro ni Rei — Saikoroshi-hen — от мангаки Карин Судзураги в виде ваншота. Все вышеперечисленные главы были объединены в единую серию из 26 танкобонов для иностранного издания, права на которое были приобретены издательством Yen Press в Северной Америке, Waneko — в Польше, Chingwin Publishing Group — в Китайской Республике, Jade Dynasty — в Гонконге.
Ещё несколько танкобонов манги под общим названием Higurashi no Naku Koro ni были изданы только на территории Японии. В 2007 году от журнала Comp Ace был выпущен танкобон Utsutsukowashi-hen (яп. 現壊し編 Уцуцуковаси-хэн, Глава о разрушении реальности) с иллюстрациями Эна Кито, повествующий об альтернативной истории, связанной с кланом Кимиёси. В 2009 году в Gangan Online был опубликован танкобон Hirukowashi-hen как адаптация одной из глав Higurashi no Naku Koro ni Rei от иллюстратора Рэти Кадзуки. В 2009 году в Comp Ace ваншотом была выпущена Kokoroiyashi-hen (яп. 心癒し編 Кокороияси-хэн, Глава об исцелении сердец) о летних каникулах главных героев основной истории, составленная Юной Кагэсаки. С 2010 по 2011 год в журнале Kindai Mahjong была опубликована в двух томах глава Tsubamegaeshi-hen (яп. 燕返し編 Цубамэгаэси-хэн, Глава о «перевороте ласточки») от мангаки Джей-та Ямады, рассказывающая об игре в маджонг. Сюжет игры Higurashi no Naku Koro ni Kizuna был адаптирован в виде одноимённой двухтомной серии от мангаки Ноноки Хинаты, изданной в 2011 году в журнале Comp Ace. В 2012 году в журнале Monthly Big Gangan был опубликован адаптированный в мангу сценарий Hinamizawa Teiryuujo от мангаки Томодзо.
Помимо основной серии, сценарий для которой был написан лично Рюкиси07, выпускались и произведения от сторонних авторов. Так, Рюкиси07 была подготовлена антология отобранных им любительских работ по тематике Higurashi no Naku Koro ni, которая получила название Kataribanashi-hen (яп. 語咄し編 Катарибанаси-хэн, Глава о сборнике коротких историй) и была издана в семи танкобонах Gangan Online в период с 2007 по 2009 год. Также были изданы серии ёнком от различных авторов в издательствах Ohzora Publishing, Futabasha, Ichijinsha, Enterbrain, Magi-Cu, Square Enix и Kadokawa Shoten. Кроме того, Карин Судзураги и один из иллюстраторов манга-адаптации Umineko no Naku Koro ni Кай Нацуми создали кроссовер двух произведений, получивший название Higurashi×Umineko и опубликованный в 2009 году в журнале Gangan Joker.
Общий тираж всех манг по Higurashi no Naku Koro ni превышает 6 миллионов копий, а отдельные тома во время издания включались в рейтинги лучших манг по объёму продаж в Японии и Северной Америке.

## Ранобэ
Помимо манга-адаптации оригинальной игры была проведена также её новеллизация, которую выполнил лично Рюкиси07. Сценарий визуального романа был переработан в ранобэ и издан в формате 17 танкобонов в период с 2 августа 2007 по 7 марта 2009 года с периодичностью один том в месяц. Иллюстрации к серии были выполнены художником, известным под псевдонимом Томохи. В это издание от компании Kodansha вошли все оригинальные главы вопросов и ответов, а также Saikoroshi-hen из Higurashi no Naku Koro ni Rei. К 2009 году общий объём продаж этой серии превысил 800 тысяч экземпляров. На волне успеха этого ранобэ уже в сентябре следующего 2010 года редактором Кацуси Отой было объявлено о его переиздании в формате 17 бункобонов. Как и первая серия, выпуск осуществлялся по одному тому ежемесячно компанией Seikaisha Bunko с 12 января 2011 по 8 июня 2012 года.
Кроме прямой адаптации игры, Рюкиси07 публиковал и собственные рассказы в виде самостоятельных глав истории, которые распространялись в виде ограниченных изданий. В 2006 году издательством Square Enix с иллюстрациями мангак Карин Судзураги, Ютори Ходзё и Дзиро Судзуки была опубликована глава Nekogoroshi-hen (яп. 猫殺し編 Нэкогороси-хэн, Глава об убийстве кошки), рассказывающая о поиске главными героями в окрестностях Хинамидзавы источника неизвестного ядовитого газа. В феврале 2007 года к выпуску игры Higurashi no Naku Koro ni Matsuri в журнале Dengeki G's Festival была опубликована глава Hashiwatashi-hen (яп. 橋渡し編 Хасиватаси-хэн, Глава о наведении мостов) с рассказом о первых днях Кэйити в новой школе. В бонусный буклет к этой же версии игры была включена другая глава — Hajisarashi-hen, которая затем вошла в более поздние издания визуального романа и была экранизирована в виде OVA. Истории, не включённые в оригинальные главы вопросов и ответов, были объединены Рюкиси07 в два сборника, получивших название Kuradashi-hen (яп. 蔵出し編 Курадаси-хэн, Глава о выпущенном хранилище) и выпущенные в 2007 году с иллюстрациями художников манга-адаптации Higurashi no Naku Koro ni.
Издательствами Ichijinsha и Softgarage были также выпущены две серии антологий любительских рассказов по сеттингу игры, а Square Enix произведена собственная новеллизация составленной из любительских работ манги Kataribanashi-hen. В 2009 году издательством Harvest-inc. был осуществлён выпуск комедийной серии Higurashi в двух томах, написанной Сатоси Микадо под надзором Рюкиси07. В 2010 году совместная работа Микадо и Рюкиси07 продолжилась выпуском трёхтомного ранобэ Honobono Tsumihoroboshi-hen в том же издательстве, сюжет которого являлся пародией на главу Tsumihoroboshi-hen.

## Аниме

### Первый и второй сезон
В начале 2005 года состоялось утверждение проекта будущей экранизации игры в виде аниме-сериала. Продюсер картины от Frontier Works Мика Номура договорился о производстве на анимационной студии Studio Deen, на должность режиссёра-постановщика была утверждена Тиаки Кон, для которой эта работа стала дебютом в подобной роли. Написание сценария было доверено Томоми Мотидзуки (позже его сменил Тосифуми Кавасэ), дизайн персонажей — Кюте Сакаи. Рюкиси07 также был привлечён к работе для общего надзора за ходом экранизации. По воспоминаниям разработчика игры, он понимал, что мультипликация разительно отличается от визуального романа и точно передать первоисточник практически невозможно, но требовал от студии максимального следования оригиналу. Для адаптации сюжета был взят весь опубликованный 07th Expansion материал по Higurashi no Naku Koro ni на начало осени 2005 года — четыре главы вопросов, а также Meakashi-hen и Tsumihoroboshi-hen. Сокращение и выбор сцен, на основе которых Кавасэ был составлен сценарий, производилось Рюкиси07 совместно с Мотидзуки. Кюта Сакаи отмечала, что при передаче визуальной стилистики особое внимание уделялось сценам, связанным с убийствами и ненормальным поведением героев, которые прорабатывались более детально по сравнению с остальным материалом. Основу актёрского состава составили сэйю, ранее отобранные для записи радиопостановки. Официальный анонс о предстоящей экранизации был опубликован 8 августа 2005 года.
Показ сериала, состоявшего из 26 серий, стартовал 4 апреля 2006 года на телеканалах Kansai Television, Chiba TV и Television Saitama и продолжался вплоть до 26 сентября того же года. По окончании трансляции первого сезона аниме Higurashi no Naku Koro ni вошло в числе ста наиболее популярных сериалов за всю историю по версии Asahi Television, заняв в рейтинге 61-е место. С августа 2006 по 21 марта 2007 года серии первого сезона были изданы на DVD-носителе.
В апреле 2007 года состоялось объявление, что благодаря популярности первого сезона аниме-сериал будет продолжен в этом же году под названием Higurashi no Naku Koro ni Kai. Основу сценария второго сезона составило послесловие Tsumihoroboshi-hen, главы визуального романа Minagoroshi-hen и Matsuribayashi-hen, а также новая сюжетная арка — Yakusamashi-hen (яп. 厄醒し編 Якусамаси-хэн, Глава о пробуждении ненастья), не представленная в первоисточнике и других адаптациях. Второй сезон сериала стартовал 6 июля 2007 года на тех же телеканалах, но 20 сентября трансляции были прерваны по инициативе вещателей в связи с появившимися обвинениями в возможном провоцировании убийств в адрес работы. 1 октября показ был возобновлён и продлился вплоть до 17 декабря — всего за период вещания второго сезона было продемонстрировано 24 серии. Второй сезон был издан на DVD-носителе в 2008 году в стандартном, ограниченном и фанатском изданиях, отличавшихся друг от друга бонусным контентом. Всего было реализовано более 400 тысяч копий различных дисков с записью сериала.
За пределами Японии сериал был лицензирован на территории Северной Америки Geneon Entertainment уже в марте 2007 года, однако в 2007 году местное отделение компании было расформировано, и сериал вышел на экран лишь в 2008 году, после того как права были выкуплены компанией Funimation. В 2011 году из-за низких продаж франшизы в США право на издание не было продлено, но в 2015 году новая лицензия в этом регионе была приобретена Sentai Filmworks. В других регионах сериал был лицензирован Siren Visual в Австралии и Новой Зеландии, MVM Films — в Великобритании, Animoon Publishing — в Германии, Anima — во Франции.

### OVA
В качестве дополнения к двум сезонам аниме-адаптации Studio Deen было выпущено несколько OVA-серий, режиссёром которых стал сценарист Тосифуми Кавасэ. Первой из них 2 августа 2007 года, ещё во время трансляции второго сезона сериала, была издана OVA, адаптирующая главу ранобэ Nekogoroshi-hen. Год спустя, 23 июля, была анонсирована пятисерийная Higurashi no Naku Koro ni Rei, в которую вошли главы Saikoroshi-hen и Hirukowashi-hen, представленные в одноимённой версии визуального романа, а также глава ранобэ Hajisarashi-hen. Выпуск этого издания состоялся в период с 25 февраля по 21 августа 2009 года на Blu-ray Disc и DVD-носителях. Позже данная OVA была лицензирована Sentai Filmwork в Северной Америке и MVM Films — в Великобритании.
Следующей работой серии, в которой должность режиссёра перешла от Кавасэ к Хидэки Татибане, стала четырёхсерийная Higurashi no Naku Koro ni Kira, подготовленная к десятилетнему юбилею франшизы и состоявшая исключительно из новых глав, ранее не публиковавшихся в других источниках. Эта OVA была выпущена в 2011 году и после издания сумела занять в общеяпонском рейтинге текущих продаж DVD 59-е место. В 2013 году в качестве промоакции к патинко-игре CR Higurashi no Naku Koro ni Itadaki была выпущена пятидесятиминутная OVA Higurashi no Naku Koro ni Kaku: Outbreak по оригинальному рассказу Рюкиси07 Higurashi Outbreak.

### Музыкальные композиции
Композитором всех сезонов сериала и OVA являлся Кэндзи Каваи. Подготовленное Каваи музыкальное сопровождение каждого из двух сезонов было объединено в отдельный альбом — соответственно Higurashi no Naku Koro ni Original Soundtrack и Higurashi no Naku Koro ni Kai Original Soundtrack, изданные под лейблом Frontier Works. Начальные композиции обоих сезонов были исполнены певицей Эйко Симамией, также выпустившей эти песни в качестве синглов. Для исполнения завершающих композиций были приглашены Рэкка Катакири и дуэт anNina, состоявший из певиц Annabel и bermei.inazawa. Среди прочей музыкальной продукции к аниме-сериалу был издан альбом Higurashi no Naku Koro ni Image Album Kakeramusubi, а также пять альбомов character song, исполненных сэйю сериала.
Для Higurashi no Naku Koro ni Rei Эйко Симамией и anNina были подготовленные новые тематические песни, ставшие начальной и завершающей композицией, соответственно. В OVA Higurashi no Naku Koro ni Kira для этих же целей были использованы песни, записанные сэйю сериала.
| Higurashi no Naku Koro ni                 | Higurashi no Naku Koro ni | Эйко Симамия                       | why, or why not                | Рэкка Катакири                                       |
| Higurashi no Naku Koro ni Kai             | Naraku no Hana            | Эйко Симамия                       | Taishou a                      | Annabel, bermei.inazawa                              |
| Higurashi no Naku Koro ni Rei             | Super scription of data   | Эйко Симамия                       | Manazashi                      | Annabel, bermei.inazawa                              |
| Higurashi no Naku Koro ni Kira            | Happy! Lucky! Dochy!      | Юкари Тамура, Юи Хориэ, Мика Канаи | Zendai Mimon ☆ Mirakuru Chenji | Юкари Тамура, Мика Канаи, Май Накахара, Сацуки Юкино |
| Higurashi no Naku Koro ni Kaku ~Outbreak~ | —                         | —                                  | you -Visionen im Spiegel       | Юдзуки                                               |

### Ремейк
6 января 2020 года состоялось объявление, подтверждённое представителями 07th Expansion, о готовящемся выпуске ремейка аниме-сериала, работа над которым была доверена студии Passione. Дизайнером персонажей был назначен Акио Ватанабэ, ранее известный по работе в аналогичной должности над сериалами франшизы Monogatari. Вскоре СМИ было сообщено о том, что Май Накахара и Соитиро Хоси дали согласие вновь сыграть своих персонажей, а позже было объявлено о том, что весь состав сэйю сохранил свои роли в новой экранизации.
Изначально выпуск сериала планировался на лето 2020 года, однако из-за ограничительных мер, вызванных пандемией COVID-19, он был отложен до осени. Трансляции на различных телеканалах Японии стартовали 1 октября 2020 года. В тот же день было объявлено о том, что сюжет аниме будет сериализован художником Томато Акасэ в виде манги, которая будет издана в журнале Young Ace UP.
Первоначально сериал именовался в СМИ исключительно Higurashi no Naku Koro ni, однако во время показа второй серии было обнародовано истинное название работы — Higurashi no Naku Koro ni Go. Сюжет нового аниме отличается от оригинала и предыдущих экранизаций.

## Обвинения в провоцировании убийств

### Временный запрет к показу
19 сентября 2007 года в префектуре Киото произошло убийство — шестнадцатилетняя девушка, переодевшись в чёрное, зарубила топором спящего отца. Сразу после этого события японские телеканалы решили приостановить ночные показы аниме-сериалов Higurashi no Naku Koro ni Kai и School Days, объяснив это решение «различными обстоятельствами» и «возможным дискомфортом публики». Несмотря на то, что вещатели отрицали, что приостановка трансляций связана с убийством в Киото, СМИ активно проводили параллели между этим убийством и сценами насилия в отменённых сериалах. По утверждению социолога Томохико Танаки, оба показа были отменены из-за такого понимания «здравого смысла» руководителями телекомпаний, в отсутствие конкретных претензий и исходя из эмоциональных оценок, что произведения подобного содержания могут быть вредны для подрастающего поколения.
Первым показ Higurashi no Naku Koro ni Kai 20 сентября приостановило Tokai Television, на следующий день его примеру последовали AT-X и ещё некоторые компании. При освещении обстоятельств убийства в новостной передаче Move! телеканала Asahi Television проводили прямые параллели между обоими сериалами и совершённым убийством, отмечая, что «даже если они не были прямой причиной, девушка могла отождествлять себя с героями и в итоге совершить преступление». Всего четыре дня спустя, 24 сентября, в уезде Камиина префектуры Нагано произошло схожее преступление: пятнадцатилетний юноша топором нанёс увечья собственному отцу, заявив после задержания, что выбрал это оружие «по примеру девушки из Киото». После этого случая показ Higurashi no Naku Koro ni Kai был прерван на станции Television Saitama, но возобновился в сети Kyoto BS. С первого октября вещание было возобновлено, но на ряде телеканалов вступительная заставка сериала была подвергнута цензуре: вместо изображения растекающейся крови был использован вид горы мусора, появлявшейся в первом сезоне. Был также изменён визуальный ряд некоторых сцен. Временный запрет не коснулся предварительных заказов записей картины на DVD, которые доставлялись покупателям в установленные прежде сроки вне зависимости от текущих телетрансляций и без купирования сцен.
Рассмотрение первого убийства происходило в 2008 году в Киотском суде по семейным делам. Председательствующий судья Масако Икума рассмотрел проблему влияния Higurashi no Naku Koro ni Kai и School Days на этот инцидент и указал в своём вердикте, что «несмотря на схожесть способа совершения преступления с сюжетом аниме, оно отличается от произошедшего в реальности». Судья высказал недовольство временным прекращением показа сериалов, но отметил, что «добровольный отказ сам по себе не обязательно является ограничением свободы слова», и призвал провести исследования о влиянии аниме на молодёжь.

### Научное изучение вопроса
Этот случай дал толчок проведению научных исследований по данной теме. Согласно исследованию 2009 года Томохико Танаки, в случае School Days основной причиной введения цензуры были сексуальные контакты и связь с убийством в Киото явно отсутствовала, поскольку лишь последняя серия картины, которая должна была выйти в эфир уже после преступления, содержала сцены с расчленением. Higurashi no Naku Koro ni в обоих сезонах, напротив, содержал большое количество сцен убийств, пыток и издевательств, которые по своей жестокости напоминали преступление из Киото, поэтому возможное влияние этого сериала нельзя было исключать, и, по словам Танаки, «контроль над его содержанием со стороны общества мог быть введён и раньше, если бы рамки ночных показов не предоставляли авторам до инцидента в Киото максимальную свободу самовыражения».
Профессор Токийского университета Масатака Ёсида, напротив, отмечал, что в основном игры Higurashi no Naku Koro ni состоят из сцен повседневной жизни, а основной сюжетной линией является поиск героями истины, что ни в коей мере не может расцениваться как призыв к насилию или оправдание убийств. Однако при адаптации сюжета в телевизионный аниме-формат произошло сокращение основной составляющей работы и на передний план выдвинулись именно кульминационные сцены, связанные с преступлениями. Ёсида подчёркивал, что Higurashi no Naku Koro ni далеко не единственное произведение, где изображается убийство топором — ранее это было показано и в «Сиянии» Стивена Кинга, и в «Преступлении и наказании» Достоевского, однако в японских СМИ подобная полемика регулярно появляется только в отношении местных продуктов индустрии развлечений.
Бретт Хэк из Университета префектуры Айти провёл собственное исследование того, как СМИ объясняли возможную связь сериала с убийством в Киото. По его мнению, разрастанию скандала во многом поспособствовала именно передача Move!, но её изначальный посыл противоречил фактам о неуклонном снижении числа тяжких преступлений в среде японской молодёжи. Отмечалось, что такое поведение ведущих укладывалось в общий «оторванный от реальности» тренд восприятия молодёжи как чего-то «зловещего», без попытки взглянуть на проблему с другой стороны. По словам Хэка, Higurashi no Naku Koro ni «искренне стремится избежать насилия» и предлагает «более гибкое понимание проблем предотвращения преступлений, нежели это может воспринять взрослое поколение с устоявшимися культурными координатами». Хэк также указывал на наблюдение японских исследователей проблемы взаимопонимания поколений выделяли, согласно которому к началу 2000 годов «член якудзы вызывал у взрослых меньше страха, нежели подросток с топором», поскольку традиционные криминальные элементы ощущались ими более предсказуемыми. Именно эту позицию «морального большинства» и заняли телешоу Японии, чьей целевой аудиторией являлись домохозяйки и офисные служащие, что, в совокупности с поверхностным рассмотрением проблемы и приданием убийце из Киото до преступления образа «хорошего ребёнка», повлекло за собой обвинения в адрес аниме-сериалов. Хэк сравнил такое отношение взрослого поколения к этому случаю с отчётом об убийстве Маэбарой Кэйити Рэны и Мион, составленным детективом Оиси в главе Onikakushi-hen и демонстрировавшим только поверхностное понимание произошедшего. По мнению исследователя, в произведении хорошо отражён этот невидимый барьер между миром взрослых и молодёжью, а источником проблемы представлено «неверное представление молодым поколением самих себя, порождающее через фиксацию по Лакану неврозы». Хэк указывал, что, несмотря на всё это, Higurashi no Naku Koro ni, в отличие от трактовки в телепередачах, содержит оптимистический посыл о том, что поколения могут договариваться между собой и действовать по отношению друг к другу более гибко.

## Фильмы и дорама

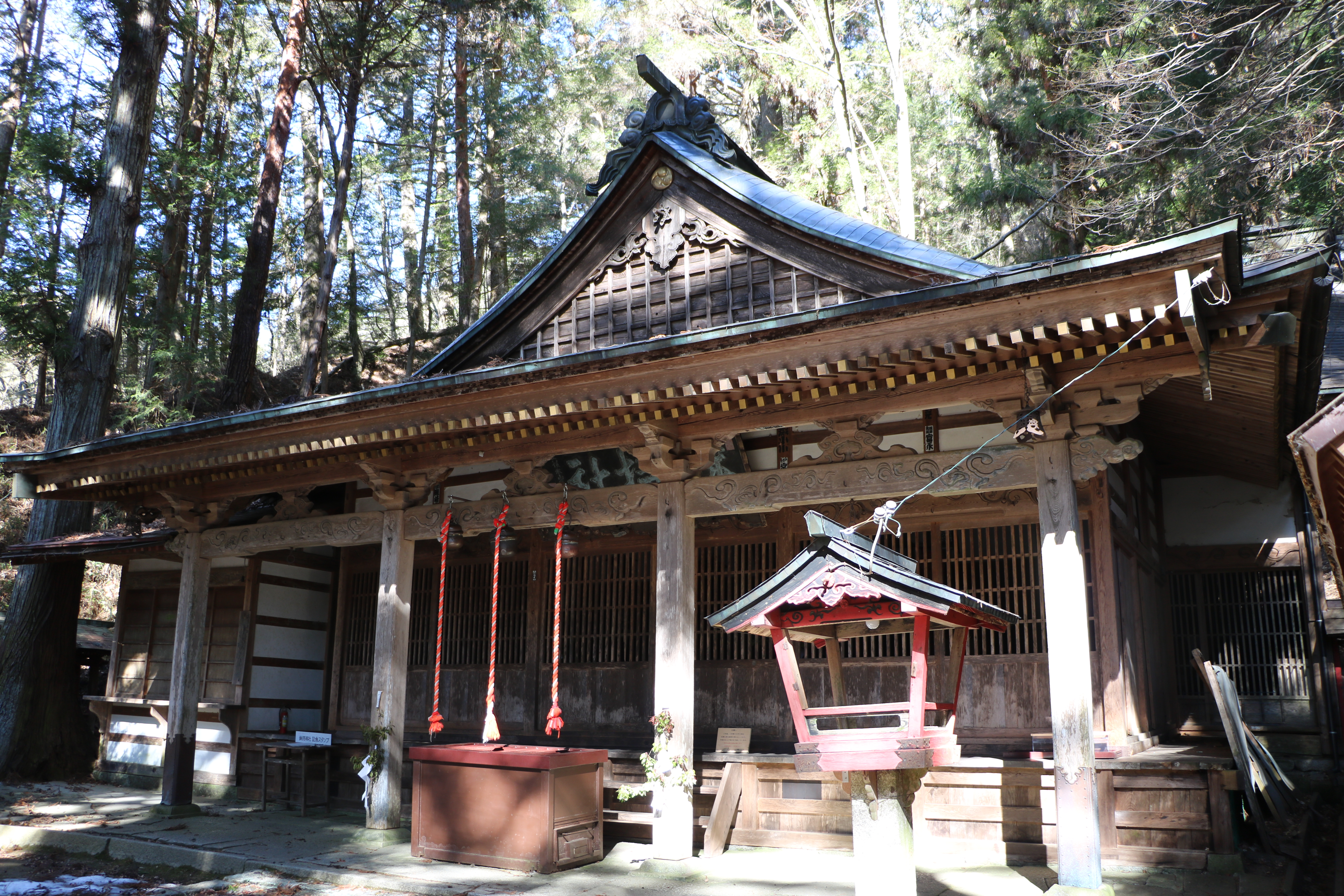
Святилище храма Хокодзи-дзиндзя, в котором проводились съёмки фильма

13 августа 2007 года публике было объявлено о том, что Higurashi no Naku Koro ni получат адаптацию ещё и в виде игрового фильма. Режиссёром картины был утверждён Атару Ойкава, известный по экранизации сюжетов некоторых манг, а премьера назначена уже на 2008 год и должна была состояться в кинотеатре сети Cinema Sunshine, расположенном в токийском районе Икэбукуро. Пробы были проведены ещё до объявления о ведущихся работах — роли были распределены между начинающими актёрами, чей возраст соответствовал описываемому в игре: Маэбару Кэйити должен был сыграть Гоки Маэда, Рюгу Рэну — Айри Мацуяма, Сонодзаки Мион — Рин Асука, Ходзё Сатоко — Эрэна Оно, Фурудэ Рику — идол-певица Айка. Съёмки сцен фестиваля «Ватанагаси» проводились в храме Хокодзи-дзиндзя, расположенном в городе Ина префектуры Нагано.
По воспоминаниям Ойкавы, в момент утверждения фильма он не имел представления о первоисточнике, однако согласился возглавить съёмочный процесс, заявив, что сделает всё от него необходимое. Актёрский состав при изучении собственных ролей исходил из поведения героев, показанного в аниме-сериале и манге. На съёмки для консультаций периодически приглашался Рюкиси07, после совещания с которым Ойкава решил делать экранизацию главы Onikakushi-hen, дополненную отсылками к материалам сюжетных арок Watanagashi-hen и Tatarigoroshi-hen. Автор оригинальной игры принимал непосредственное участие в редактировании сценария к фильму, который писал сам Ойкава. По словам Рюкиси07, он был очень рад тому, что придуманный им для театральной постановки сюжет наконец будет реализован именно живыми актёрами, а не в виде анимации. Окончательная версия картины, показанная ему в марте 2008 года, была положительно оценена автором.
Фильм вышел в прокат в назначенном месте 10 мая 2008 года — перед премьерным показом состоялось выступление всех исполнителей главных ролей, а также Ойкавы и Рюкиси07. Фильм демонстрировался в 18 кинозалах по всей стране и в первые два дня проката собрал чуть более 5 миллионов иен. Показы картины производились вплоть до начала июля 2008 года, и в результате её кассовые сборы составили около 200 миллионов иен. 28 апреля 2008 года, ещё до выхода в прокат первого фильма, было объявлено о том, что началась работа над сиквелом картины, получившим название Higurashi no Naku Koro ni Chikai. Состав актёров и производственной группы был оставлен без изменений, а темой новой экранизации стала глава Tsumihoroboshi-hen, в которой центральные роли отводились Кэйити и Рэне. Премьера сиквела состоялась в том же кинотеатре в Икэбукуро 18 апреля 2009 года. Оба фильма позже были изданы на DVD-носителях.
В начале 2016 года стартовал новый проект экранизации — на сей раз ей должна была стать дорама от телеканала SKY PerfecTV!. Руководство съёмками осуществляли режиссёры Тору Оцука и Таро Мияока, сценарий был подготовлен Тору Хасэгавой. Сериал стал частью проекта идол-группы NGT48, члены которой выступили в качестве исполнительниц главных женских ролей, а также исполнили тематическую песню. Маэбару Кэйити на сей раз должен был сыграть Ю Инаба, для которого эта главная роль стала первой в карьере. Показ сериала стартовал 20 мая 2016 года. До июня было показано шесть серий, представлявших собой экранизации глав Onikakushi-hen, Watanagashi-hen и Tatarigoroshi-hen, а затем трансляции были прерваны вплоть до ноября того же года. С 25 ноября по 16 декабря были показаны финальные 4 серии картины, представлявшие собой адаптации Meakashi-hen и Tsumihoroboshi-hen.

## Туризм

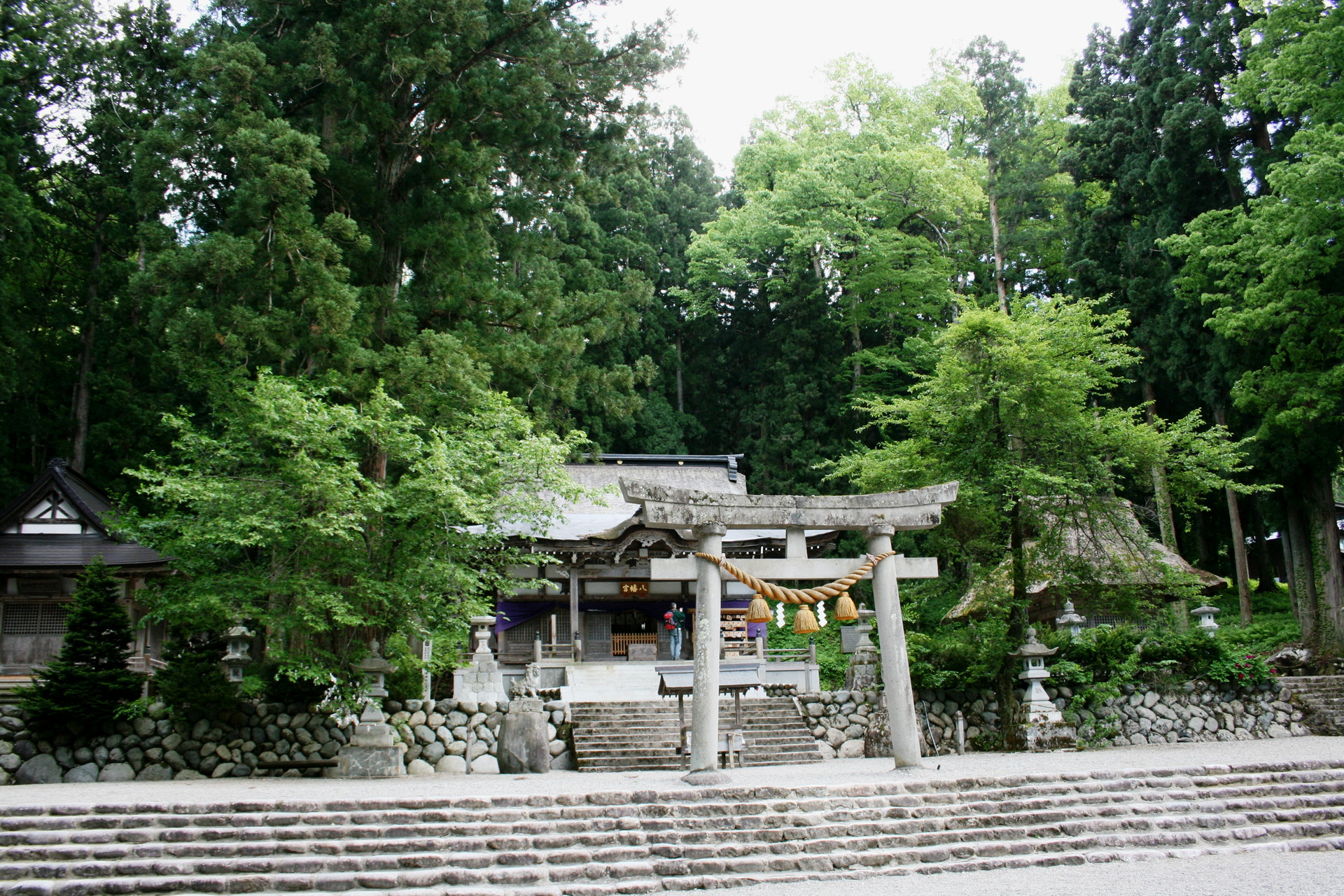
Сиракава-хатиман-дзиндзя (прообраз храма Фурудэ) — один из основных туристических объектов, связанных с Higurashi no Naku Koro ni

После выхода аниме-сериала в 2006 году село Сиракава стало объектом туризма для поклонников Higurashi no Naku Koro ni, которые для обозначения своих визитов туда использовали термин «сэйти дзюнрэй» (яп. 聖地巡礼, букв. «паломничество в святое место»). Схожие явления наблюдались и ранее для других франшиз (например, в 1990-х получил распространение туризм по местам, связанным с «Сейлор Мун»), но в случае Higurashi no Naku Koro ni оно приобрело большой размах и было связано с объектом Всемирного наследия ЮНЕСКО, общее число посетителей которого в 2009 году составляло около 1,8 миллиона человек. Преимущественно такой аниме-маршрут стал популярен в среде мужчин в возрасте от 20 до 30 лет, которые составляли от 70 до 80 % этого сегмента посетителей. Отмечалось, что поведение этих туристов преимущественно дружелюбное. Сами «паломничества» в Сиракаву стали фиксироваться ещё в 2004 году, но особенный размах это явление приобрело с 2007 года, а в 2008 году число аниме-туристов и вовсе удвоилось.
Отмечалось, что фанаты для облегчения «паломничества» создавали собственные «путеводители по Хинамидзаве», изменив все реальные названия объектов на использованные в визуальном романе. Внутри села среди поклонников обязательным считалось сделать фотографии, причём под теми же ракурсами, что и представленные в игре, а после разместить фотоотчёт о путешествии в собственных блогах и интернет-сайтах, скрепив тем самым «двумерный и трёхмерный миры». Ещё одной важной частью путешествия, по свидетельству профессора университета Тохоку Гакуин Дейла Эндрюса, является размещение заранее подготовленной таблички собственного изготовления «эма», украшенной изображениями персонажей Higurashi no Naku Koro ni, в храме Сиракава-хатиман-дзиндзя, который был показан в романе. Как отмечает Эндрюс, фанаты аниме практически не общались друг с другом во время такого путешествия, но проверяли чужие эма, развешенные ранее на специальном стенде в храме, совершая таким образом косвенный контакт друг с другом, и, найдя понравившуюся работу, перемещали её в передние ряды табличек, чтобы она была лучше видна другим посетителям. Наиболее привлекательными для фанатов представлялись эма с качественным художественным исполнением и яркой эстетикой, которые интеллектуально и эмоционально стимулировали зрителей. Согласно проведённому в ноябре 2007 года исследованию, около 90 % всех эма в этом храме содержали текстовые или графические отсылки к аниме, 80 % — с прямым указанием на Higurashi no Naku Koro ni, а 50 % — были иллюстрированы изображениями персонажей игры, причём как женских, так и мужских. Эма изготовлялись фанатами различными способами: часть поклонников привозила с собой готовые наклейки, которые крепились к табличкам в храме, другая — выполняла рисунки на месте, третья — покупала уже готовую эма и дополняла её граффити, четвёртая — делала дощечки самостоятельно из пиломатериалов.

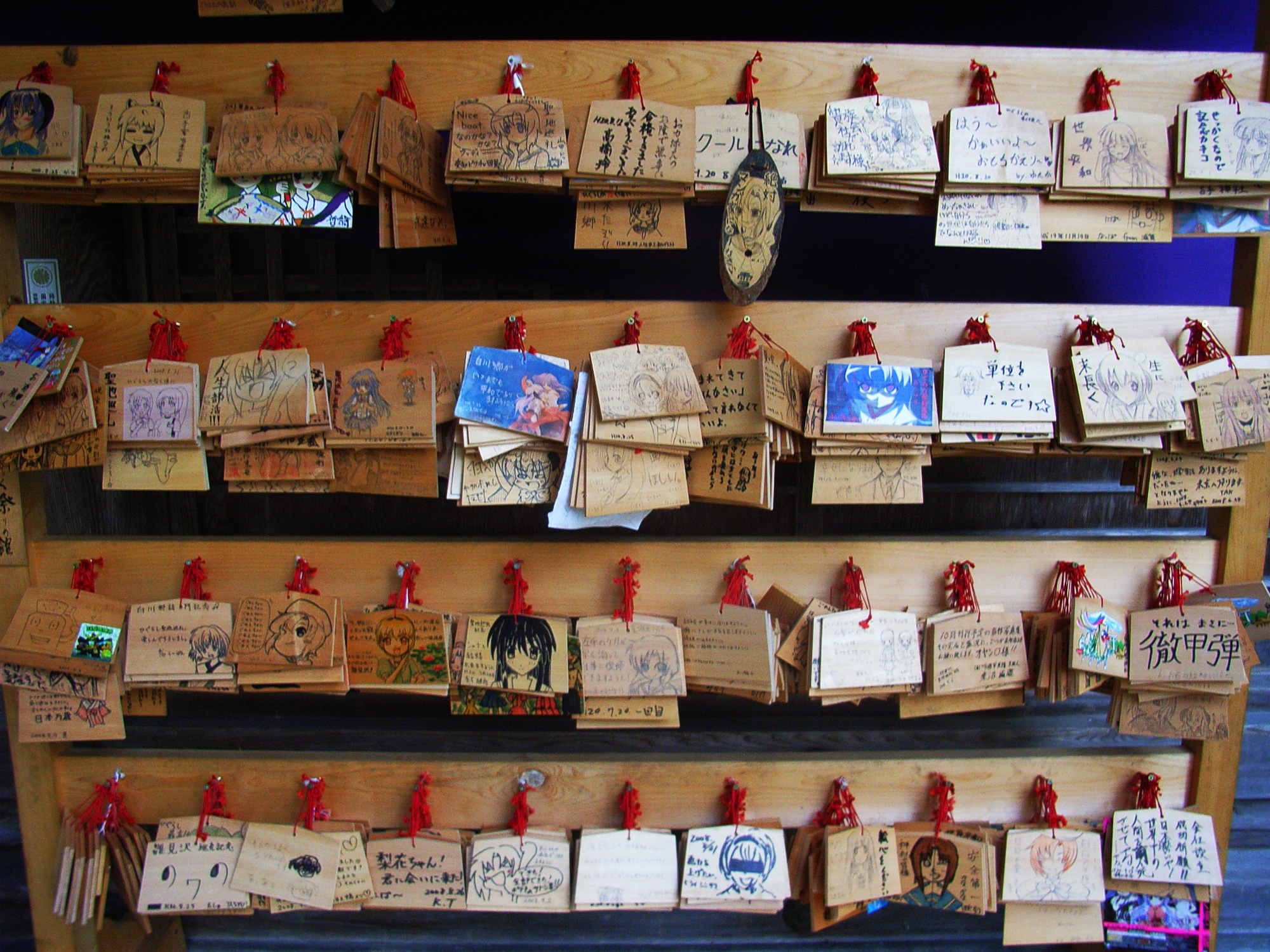
Стенд храма Сиракава-хатиман-дзиндзя с эма, обращёнными к персонажам игры

Сами иллюстрированные эма представляли собой изображения различных сцен первоисточника, но дощечки с рисунками Ханю также давали советы поклонникам о том, как правильно нужно проводить «паломничество» (например, предлагалось делать подношения в виде профитролей). Отмечались случаи, когда на храмовых эма зачёркивалось реальное название святилища, посвящённого императору Одзину, и вместо этого подписывалось, что табличка размещена в храме Фурудэ для поклонения Оясиро-сама. Около 45 % процентов всех эма храма содержали в себе прошения и молитвы, обращённые к Ханю. По словам Эндрюса, эта ситуация напрямую ставила вопрос о том, кто же первичен — Сиракава-хатиман-дзиндзя или храм Фурудэ, стирая грань между вымыслом и реальностью в представлении поклонников. Помимо храма в числе объектов посещения фанатами Higurashi no Naku Koro ni отмечались близлежащая мусорная свалка и дома персонажей.
Такая популярность «паломничества в Хинамидзаву» не осталась без внимания со стороны японских регионоведов и местного населения. По мнению Мики Асо, занимавшейся исследованием Сиракава-го и Гокаямы, местные жители ощущали дискомфорт от того, что их деревня ассоциируется у многих туристов именно как «Хинамидзава, в которой происходили убийства», и их мнение не было учтено в процессе создания игры. Также отмечались случаи проведения туристами параллелей с элементами сеттинга произведения в реальности — например, фиксировался страх белых фургонов в селе. Тем не менее Асо указывала, что игра способствовала возвращению образа Сиракавы как населённого пункта, а не только культурного объекта.
В 2008 году Торговая палата Сиракавы наотрез отказалась проводить целевые акции и экскурсии для аниме-фанатов, заявив, что Сиракава — «объект Всемирного наследия, а не PR-деревня для Higurashi no Naku Koro ni». Члены палаты предполагали скорый спад активности паломников. В исследовании Кодзи Канды отмечалось, что местное население преимущественно испытывало отвращение как к содержанию аниме, так и к этим туристам. Несмотря на это, по свидетельству Мики Асо, туризм в Сиракаву оставался популярным и спустя десять лет после выхода картины, а прошения к Оясиро-сама в эма — и спустя пятнадцать лет. Японские регионоведы рассматривали подобное «паломничество» как негативный пример, свидетельствующий о нежелательности привлечения средств аниме для популяризации региональных туристических маршрутов.

## Игры
Сеттинг Higurashi no Naku Koro ni послужил основой для создания нескольких производных компьютерных игр. В январе 2006 году Рюкиси07 высказывал желание создать по подобию Melty Blood гибрид визуального романа с жанром action, в котором использовались бы персонажи оригинальной истории. Уже 13 августа того же года совместно с Twilight Frontier для PC была выпущена игра Higurashi Daybreak с трёхмерной графикой. Позже к игре было выпущено дополнение, расширившее боевые возможности персонажей, а в 2008 году компанией Cavia было осуществлено портирование игры на приставку PlayStation Portable.
Также в 2006 году для мобильных телефонов компанией Sorayume была выпущена тактическая ролевая игра Higurashi no Naku Koro ni Tactics. Кроме того, совместно с различными издателями были изданы симуляторы маджонга, карточные игры, патинко и игры для социальных сетей.

## Отзывы и критика

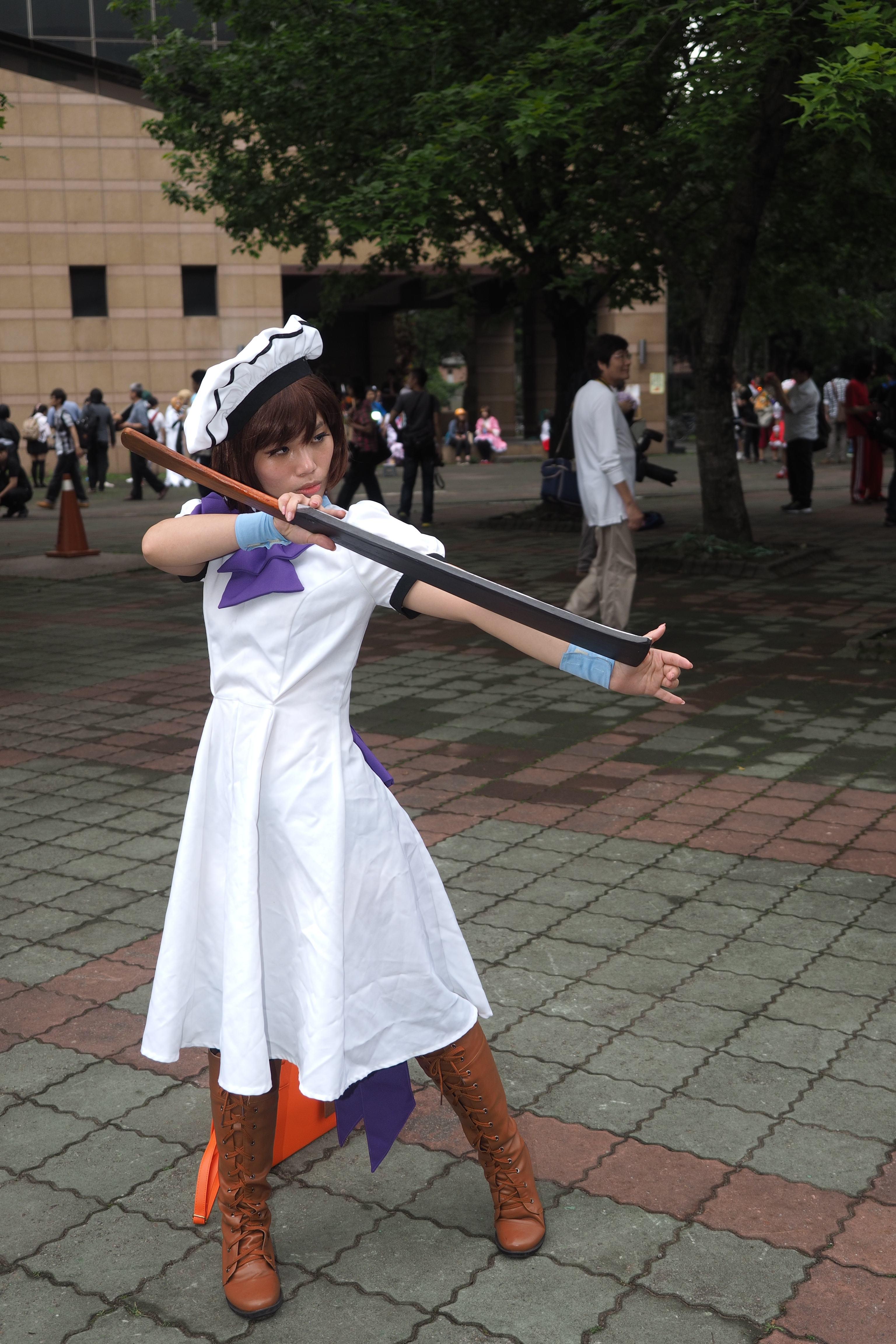
Косплей Рэны Рюгу

### Сюжет и жанр
Сюжет Higurashi no Naku Koro ni был оценён критиками как пример одного из немногих произведений в жанре ужасов в аниме-индустрии, которое было действительно страшным, полностью лишено характерного для японского хоррора сексуального подтекста и не являлось потоком сплошного насилия. Обозреватели сравнивали его по жестокости с такими представителями жанра, как «Эльфийская песнь» и Gantz, отмечая, что Higurashi no Naku Koro ni превосходят их благодаря реалистичному сеттингу и хорошо проработанным персонажам, а также психологизму и таинственной атмосфере. Обозреватель The Fandom Post Крис Беверидж назвал аниме-адаптацию работы «очень редкой в мире аниме-сериалов и даже OVA. Она не избегает сцен насилия, не приукрашивает его и ни в чём себя не сдерживает».
Согласно обозревателю портала DVD Talk Джейми Ричу, появление Higurashi no Naku Koro ni на Западе совпало по времени с модой на японские фильмы ужасов, в том числе «Звонок» и «Проклятие», что обеспечило тёплый приём этой франшизы у зрителей. По мнению Рича, Higurashi no Naku Koro ni роднит с другими японскими хоррорами наличие «неизбежного» проклятия, вместе с которым в сюжет проникают потусторонние силы и трудноопределимая опасность. Критиками подчёркивалось, что работа умело играет на стереотипах аниме-индустрии. В частности указывалось, что завязка произведения, связанная с переводом юноши-школьника в новую школу, где его сразу же окружают красивые девушки, является типичным клише жанра гарем, который начинает развиваться, как комедия. Однако, как отмечал Джон Синнотт из DVD Talk, как только зритель решит, что перед ним «безобидное, как Cardcaptor Sakura, шоу о маленьком городке в Японии, оно резко начинает становиться мрачным и кровавым». Особенно критиками выделялась резкость перехода между повседневными сценами и хоррором, причём, по словам Терона Мартина из Anime News Network, «есть что-то естественно жуткое, но и странным образом завораживающее в детях, творящих насилие». Частью рецензентов это объяснялось использованием Рюкиси07 в поведении персонажей элементов моэ, что на контрасте только усиливало эффект восприятия. По мнению Бретта Хэка, такие переходы были выполнены по типичной методике «резкого срыва» по Цветану Тодорову. Хэк также отмечал, что элементы моэ в Higurashi no Naku Koro ni служат дополнительными повествовательными подсказками игрокам, демонстрируя им психологическую фрагментацию личностей героев, которые на самом деле лишь поверхностно понимают друг друга, что служит одной из главных причин труднодостижимости искомого ими «моэ-рая», в котором все они будут счастливы. Учёный отмечал, что тем самым сюжет игры демонстрирует «внутренний мир молодёжи, зацикленной на уверенности, но неспособной обрести её в реальности, где опасности поджидают как снаружи, так и внутри выбранных социальных групп». Атмосфера таинственности при этом создавалась с использованием образов японского фольклора и послевоенной социальной нестабильности, формируя мрачное восприятие взрослого общества.
Критики высоко оценили выбранную манеру повествования, рассказывающую одну и ту же историю с различных точек зрения, которую сравнивали с фильмом «Расёмон». Утверждалось, что ни одна из глав не повторяет предыдущую, а раскрывает историю по-новому, дополняя её важными деталями. По мнению других рецензентов, именно это вызывало у аудитории дополнительный интерес и заставляло её «пытаться стать детективами», обращая внимание на мелкие детали. Подчёркивалось, что, в отличие от многих других работ, повторное ознакомление с Higurashi no Naku Koro ni позволяло раскрывать большее количество авторских подсказок о причинах происходящего, а также утверждалось, что сюжеты всех глав очень хорошо объединяются друг с другом по смыслу. Также высказывалось мнение, что выбранный формат глав даёт возможности для практически безграничного наполнения игры всё новыми вариантами альтернативных реальностей.
Критики писали, что при создании персонажей произведения использованы стандартные для аниме-индустрии типажи, однако отмечали, что каждый из них, включая второстепенных, обладает собственной глубиной благодаря прописанным автором прошлому и личным мотивам. По мнению Адама Фута из THEM Anime, каждый из персонажей вызывал сочувствие аудитории; не стала исключением и фигура главного антагониста произведения — Такано Миё, которая была названа одним из самых интересных злодеев в аниме-индустрии. Фут утверждал, что получившийся образ был слишком злым, чтобы зритель мог встать на сторону Такано, однако создавалось ощущение, что даже этого персонажа не хочется терять и он заслуживает лучшей участи.
Среди основных глав истории в качестве наиболее интересных критиками выделялись Tatarigoroshi-hen, Meakashi-hen и Tsumihoroboshi-hen. Финальные главы работы были охарактеризованы как отход от чистого хоррора к мистической драме. По мнению рецензента Anime News Network Ребекки Сильверман, этот переход к развязке, выполненный в виде демонстрации некого внемирового пространства, с одной стороны помогал читателю окончательно разобраться в сюжете, но с другой выглядел вынужденным ходом автора. Другие обозреватели указывали, что Minagoroshi-hen и Matsuribayashi-hen по сравнению с другими главами выглядят довольно затянутыми, поскольку уделяют много внимания раскрытию всех сюжетных линий, что отчасти разрушает плавное течение истории. Кроме того, было отмечено, что события финальной главы, в которой дети побеждают Такано и её приспешников, выглядели довольно нереалистичными на фоне предыдущего хоррора. Тем не менее, подчёркивалось, что сама история обладает ясным и логичным завершением, в котором все замыслы автора были доведены до конца. В целом сюжет Higurashi no Naku Koro ni был оценён как хотя и «далёкий от идеала», но ставший классикой жанра ужасов, обязательной для прочтения любому поклоннику визуальных романов, а также манги и аниме данной тематики.

### Визуальные романы
Higurashi no Naku Koro ni, по словам многих обозревателей, является очень заметной работой на рынке визуальных романов. Подчёркивалось, что игра достаточно нетипична для жанра, поскольку в ней полностью отсутствует механика выбора путей развития сюжета. Согласно статье Джона Уилера из Иллинойсского университета, Higurashi no Naku Koro ni от глубинных игровых алгоритмов до нарративной структуры выступала с фактической критикой сложившихся традиций в визуальных романах, которые выросли из игр бисёдзё. По его мнению, игра балансировала на грани между интерактивными и неинтерактивными медиа, поскольку лишение игрока иллюзорной свободы выбора сближало Higurashi no Naku Koro ni с фильмами и сериалами, где, несмотря на эмоциональную связь с рассказчиками, зрители не могли отвечать за действия героев. Весь смысл игрового процесса сводился лишь к подтверждению или опровержению собственных версий о причинах происходящих в игре преступлений, что Уилер охарактеризовал как «беллетристическое и кинематографическое взаимодействие, привитое на рудиментарный игровой алгоритм». По мнению Маркоса Эстрады из Hardcore Gamer, введение в игру выборов сделало бы её ещё более сложной, но в этом шаге не было никакой необходимости благодаря качеству основного сюжета визуального романа.
При оценке текста произведения обозреватели отмечали, что он достаточно лёгок к прочтению и хорошо описывает сцены ужасов. Подчёркивалось, что темп повествования в начальных частях глав зачастую затянут из-за обилия повседневных сцен, однако сами они были признаны интересными. Эстрада обращал внимание на то, что единая сюжетная линия подразумевает необходимость ознакомления с текстом глав в установленной авторами последовательности, а самой приятной деталью игрового процесса назвал всё туже закручивающуюся интригу, поскольку игроку не предоставляется решение всей головоломки. Также было отмечено, что материалы глав легко совмещаются друг с другом, несмотря на повторение одного и того же временного фрагмента в различных реальностях, и в итоге ответы находятся на все поставленные игрой вопросы, в том числе и через показ предыстории событий.
Первая версия визуального романа, локализованная MangaGamer, была подвергнута критике за многочисленные ошибки при переводе. Критики также отмечали низкое качество спрайтов персонажей в исполнении Рюкиси07, которые особенно отличались большими конечностями искажённых пропорций, но были достаточно убедительными в комических сценах, а их позы и выражения лиц достаточно выразительно передавали эмоции героев. Новый дизайн спрайтов в Steam-версии получил положительный отзыв от Маркоса Эстрады, по словам которого, приведя к значительному улучшению всего визуального восприятия игры. Тем не менее, сохранение фоновых изображений, являющихся обработанными фотографиями, было расценено отрицательно, поскольку хорошо прорисованные спрайты в аниме-стилистике не сочетались с фигурами реальных людей, запечатлённых на дальнем плане. Рецензенты оценили музыкальное сопровождение игры как «не впечатляющее, но создающее нужную атмосферу», однако наиболее запоминающимся, по мнению Эстрады, стало характерное пение цикад. Интерфейс игры был охарактеризован как «простой, но интуитивно понятный».

### Манга-адаптации
Ввиду того, что манга-адаптация оригинальной игры была разделена по главам между несколькими мангаками, критики оценивали каждую из них по отдельности. Работы Карин Судзураги в Onikakushi-hen, Tsumihoroboshi-hen, Matsuribayashi-hen и Saikoroshi-hen заслужили среднюю оценку. По утверждению критиков Anime News Network, использованные художницей для создания атмосферы хоррора приёмы были достаточно эффективны, особенно во время переходов от сцен повседневной жизни. Однако Ребекка Сильверман отмечала, что художница не лучшим образом справилась с передачей особенностей женской анатомии — по мнению рецензента, груди персонажей были «словно приклеены к одежде», а сочленение конечностей и туловища было неестественным. Кроме того, Судзураги изображала Сион и Мион Сонодзаки с заметно отличающимися чертами лица, что являлось неверным с сюжетной точки зрения. В числе других недостатков выделялось использование большого количества побочных историй с преобладанием моэ-вставок, разрушавших единый повествовательный ритм глав. Положительно критики оценили включение визуальных подсказок в рисунки, эффективную демонстрацию развития характеров персонажей и их предысторий со многих точек зрения, а также эмоциональную насыщенность основной сюжетной линии, «заставлявшую забывать о проблемах с изображениями».
Среди всех работ наиболее пугающими в хоррор-сценах были признаны рисунки Ютори Ходзё в Watanagashi-hen и Meakashi-hen. По мнению Сильверман, стиль Ходзё отличался типичной для японских ужасов гротескностью, а особенно удачной была признана сцена пытки Сион Сонодзаки в Meakashi-hen, которую, по словам обозревателей, читатели ещё «не раз будут вспоминать в своих ночных кошмарах». Мэттью Александер из The Fandom Post выделял удачное отображение эмоций Сион в исполнении Ходзё, убедительно передававшее читателю её психологическое состояние. Отрицательно была воспринята отсутствовавшая в оригинале сцена мастурбации Сион, поскольку, как отмечала Сильверман, несмотря на то, что сексуальный аспект достаточно часто встречается в мангах хоррор-направленности, в Higurashi no Naku Koro ni он выглядел неуместно.
Хинасэ Момояма, ответственный за главу Minagoroshi-hen, как и Судзураги, получил сдержанные оценки. Выделялось использование им более стилизованных, по сравнению с другими мангаками, изображений персонажей и их сильно изменённая по сравнению с оригиналом внешность. Передача внешнего вида героев и их эмоций была оценена положительно: отмечались в частности лицо избитой Ходзё Сатоко и «злобная аура» Сонодзаки Орё (бабушки Мион и Сион), а в особенности — передача прогрессирующего безумия Такано, которая под влиянием сильных чувств практически потеряла человеческий облик. Сильверман посчитала, что Момояме лучше, чем другим художникам, удалось передать ужас в сценах жестоких убийств, и в его исполнении они производят намного более сильное впечатление. Также отмечался общий медленный темп повествования в манге Minagoroshi-hen.
По мнению критиков, самыми привлекательными внешне стали персонажи манги Эна Кито Onisarashi-hen. Сильверман подчёркивала, что Кито наиболее достоверно удалось изобразить исторический антураж 1980-х годов с реально существовавшими предметами быта. С другой стороны, она писала, что именно этому мангаке не удались хоррор-сцены, чтение которых не вызывало тех же чувств, что у других авторов. Сама манга, по мнению Александера, довольно поверхностно передавала характеры некоторых героев, но при этом была создана история, соответствующая атмосфере оригинальной игры.
В целом критики дали серии положительную оценку, назвав её умной и хорошей адаптацией, а также одной из самых необычных и эффектных манг ужасов, которые когда-либо были представлены на рынке. Отмечалось, что в манге удалось лучше воссоздать визуальную глубину истории и точнее передать психологическое состояние главных героев, чем в аниме-адаптации.

### Аниме-сериал
Экранизация игры в виде аниме-сериала получила от критиков неоднозначную оценку: с одной стороны ими подчёркивались сюжетные достоинства работы, с другой — высказывались претензии к её техническому исполнению. Основные нарекания рецензентов вызвала визуальная составляющая сериала, которая, по утверждению Джеймса Беккета из Anime News Network, портила впечатление сильнее всего. Критик описывает качество анимации как «не более чем терпимое» на протяжении 90 % времени и «откровенно безобразное» в остальные 10 %. Крис Беверидж писал, что на качестве первого сезона отрицательно сказался его низкий бюджет; по словам критика, внешний вид героев и цветовая гамма «больше напоминают хентай начала 2000-х, нежели мейнстримный сериал». Особенно неудачным было сочтено изображение персонажей, выполненных в ярко выраженной тиби-стилистике с плохой анимацией их лиц в ряде сцен. Некоторые из рецензентов отмечали, что хоррор-сцены были проработаны в этом отношении более тщательно, однако другие выражали мнение, что лица персонажей подчас разрушали всю атмосферу таких эпизодов.
Музыкальное сопровождение работы было охарактеризовано как создающее нужную атмосферу, но не запоминающееся. Рецензенты остались не удовлетворены и тем, как были скомпонованы главы в первом сезоне — по их мнению, истории выглядели очень скоротечными и не давали зрителю прочувствовать атмосферу.
Второй сезон, по мнению критиков, вышел полной противоположностью первому — визуальный компонент был существенно улучшен, а повествование стало более размеренным. Подчёркивалось, что поклонники первого сезона могут остаться разочарованными резким изменением характера работы, но сами обозреватели оценили второй сезон как более удачный и цельный. Среди всего состава сэйю положительных отзывов удостоились работы Юкари Тамуры, создавшей два различных образа Рики Фурудэ, Мики Ито за Миё Такано и Соитиро Хоси в роли Кэйити Маэбары.
Смешанную оценку получила и OVA Higurashi no Naku Koro ni Rei, поскольку она была составлена из трёх разных историй. Западные обозреватели единодушно назвали главу Hirukowashi-hen средней по качеству, её главным недостатком было сочтено излишне подробное изображение игры в маджонг. Мнения о Hajisarashi-hen и Saikoroshi-hen, напротив, разошлись. В адрес Hajisarashi-hen Алленом Муди из THEM Anime был высказан упрёк в «невероятной глупости» сюжета, построенного на этти-фансервисе и обычно нехарактерном для Кэйити сексуальном интересе ко всем без исключения женским персонажам, однако Ребекка Сильверман и Крис Беверидж сочли эту главу «хорошей комедией с фансервисом для обоих полов». Saikoroshi-hen, в свою очередь, получил негативный отзыв от Бевериджа, ожидавшего от этой арки более радикального завершения, но Сильверман и Муди назвали эту главу лучшей, выполненной в духе основного сериала. Критиками подчёркивалось дальнейшее улучшение визуальных компонентов экранизации в OVA.